# Hassle-Berga-Enåsa landskommun
Hassle-Berga-Enåsa landskommun var en tidigare kommun i Skaraborgs län.

## Administrativ historik
Hassle, Enåsa och Berga landskommun bildades den 1 januari 1888 som en del av Hassle, Berga och Färeds landskommun när denna delades i två. Namnet ändrades den 1 januari 1932, enligt kungligt beslut 24 juli 1931, till Hassle-Berga-Enåsa landskommun.
Vid Kommunreformen 1 januari 1952 uppgick kommunen i Hasslerörs landskommun som 1971 uppgick i Mariestads kommun.

### Kyrklig tillhörighet
I kyrkligt hänseende hörde kommunen till församlingarna Berga, Enåsa och Hassle.

## Politik

### Mandatfördelning i valen 1942-1946
| 10 | 10 |

| 18 |

| 7 | 13 |

| 17 | 3 |